# Communauté de communes du canton de Targon
La communauté de communes du canton de Targon est un ancien établissement public de coopération intercommunale (EPCI) français, situé dans le département de la Gironde, en région Nouvelle-Aquitaine.

## Historique
La communauté de communes a été créée par arrêté préfectoral en date du 26 décembre 2001.
Elle fusionne avec la communauté de communes du Sauveterrois pour former la Communauté des communes rurales de l'Entre-Deux-Mers au 1er janvier 2017.

## Composition
La communauté de communes du canton de Targon était composée des 19 communes suivantes :
| Nom                 | Code Insee | Gentilé         | Superficie (km2) | Population (dernière pop. légale) | Densité (hab./km2) |
| ------------------- | ---------- | --------------- | ---------------- | --------------------------------- | ------------------ |
| Targon (siège)      | 33523      | Targonnais      | 25,88            | 1 990 (2014)                      | 77                 |
| Arbis               | 33008      | Arbissois       | 8,74             | 278 (2014)                        | 32                 |
| Baigneaux           | 33025      | Baigneaudais    | 7,93             | 392 (2014)                        | 49                 |
| Bellebat            | 33043      | Bellebatais     | 4,87             | 234 (2014)                        | 48                 |
| Bellefond           | 33044      | Bellefontois    | 3,19             | 231 (2014)                        | 72                 |
| Cantois             | 33092      | Cantoisiens     | 8,00             | 232 (2014)                        | 29                 |
| Cessac              | 33121      | Cessacais       | 3,65             | 185 (2014)                        | 51                 |
| Courpiac            | 33135      | Courpiacais     | 2,21             | 120 (2014)                        | 54                 |
| Escoussans          | 33156      | Escoussanais    | 5,11             | 334 (2014)                        | 65                 |
| Faleyras            | 33163      | Faleyracais     | 10,44            | 401 (2014)                        | 38                 |
| Frontenac           | 33175      | Frontenacais    | 14,40            | 772 (2014)                        | 54                 |
| Ladaux              | 33215      | Ladauciens      | 4,29             | 198 (2014)                        | 46                 |
| Lugasson            | 33258      | Lugassonnais    | 6,32             | 295 (2014)                        | 47                 |
| Martres             | 33275      | Martrais        | 3,03             | 117 (2014)                        | 39                 |
| Montignac           | 33292      | Montignacais    | 6,48             | 162 (2014)                        | 25                 |
| Romagne             | 33358      | Romagnons       | 5,15             | 452 (2014)                        | 88                 |
| Saint-Pierre-de-Bat | 33464      | Pétrusquins     | 8,95             | 318 (2014)                        | 36                 |
| Saint-Genis-du-Bois | 33409      | Saint-Génissois | 2,34             | 91 (2014)                         | 39                 |
| Soulignac           | 33515      | Soulignacais    | 11,49            | 436 (2014)                        | 38                 |

## Démographie
| 2011  | 2012  | 2013  |
| ----- | ----- | ----- |
| 6 970 | 7 067 | 7 141 |

## Administration
L'administration de l'intercommunalité reposait, à compter du renouvellement général des conseils municipaux de mars 2014, sur 22 délégués titulaires, à raison d'un délégué par commune membre, sauf Targon qui en dispose de trois et Frontenac de deux.
| Période                                  | Période   | Identité                     | Étiquette | Qualité                        |
| ---------------------------------------- | --------- | ---------------------------- | --------- | ------------------------------ |
| Les données manquantes sont à compléter. |           |                              |           |                                |
|                                          | 2013      | Alain Pargade                |           | maire de Soulignac (2001-2014) |
| 2013                                     | juin 2014 | Intérim : Jean-Louis Mandrau |           | maire de Ladaux (2001-2014)    |
| juin 2014                                | 2016      | Michel Brun                  |           | maire de Lugasson (2008-)      |

Le président était assisté de cinq vice-présidents (au lieu des neuf précédents) :
- Philippe Acker, maire de Saint-Pierre-de-Bat, chargé des finances et des appels d'offres.
- Josie Besse-Castant, maire de Faleyras, chargée du service à la population, des ressources humaines et des rythmes scolaires,
- Monique Andron, maire de Courpiac, chargé de l'économie, du programme local de l'habitat (PLH), du développement durable et des ordures ménagères,
- Carole Deladerrière, maire d'Arbis, chargée de l'espace tourisme, de l'environnement, des sports, de la culture, de la communication et des études des subventions associations
- Éric Guérin, maire de Cantois, chargé de l'entretien, des travaux structures et infrastructures, des chemins de randonnées et des mini-bus.